# Hot Latin Songs
Hot Latin Songs (često zvana Hot Latin Tracks i Top Latin Songs) ljestvica je singlova u Sjedinjenim Američkim Državama koju tjedno objavljuje časopis Billboard. Najpolarnija i najpoznatija je ljestvica koja sadrži španjolske pjesme na američkom tržištu. Ljestvica je po prvi puta izdana 6. rujna 1986. godine, a prva broj jedan pjesma bila je "La Guirnalda" koju izvodi Rocio Durcal. Ljestvica nastaje na osnovi izvođenja u radijskim programima (eng. airplay), pjesme koje se nalaze na ljestvici ne moraju nužno biti na španjolskom jeziku; do sada su se pojavile pjesme na engleskom i portugalskom. Tri manje ljestvice čine Hot Latin Songs, a to su: Latin Pop Airplay, Latin Regional Mexican Airplay i Latin Tropical Airplay.

## Rekordi

### Izvođači s najviše broj 1 singlova
21 singlova
- Enrique Iglesias ("Si Tú Te Vas", "Experiencia Religiosa", "Por Amarte", "No Llores Por Mí", "Trapecista", "Enamorado Por Primera Vez", "Sólo en Tí", "Miente", "Esperanza", "Nunca Te Olvidaré", "Bailamos", "Ritmo Total", "Héroe", "Mentiroso", "Quizás", "Para Qué La Vida", "Dímelo", "Dónde Están Corazón", "Lloro Por Tí", "Gracias a Tí Remix", "Cuando Me Enamoro")[1]

16 singlova
- Luis Miguel ("Ahora Te Puedes Marchar", "La Incondicional", "Fría Como el Viento", Tengo Todo Excepto a Tí", "Entrégate", "Inólvidable", "No Sé Tú", "Ayer", "Hasta Que Me Olvides", "El Día Que Me Quieras", "La Media Vuelta", "Si Nos Dejan", "Por Debajo de la Mesa", "O Tú O Ninguna", "Como Duele", "Te Necesito")

14 singlova
- Marco Antonio Solís ("Y Ahora Te Vas", "Cómo Fuí a Enamorarme de Tí", "Mi Deseo", "Mi Mayor Necesidad", "Una Mujer Como Tú", "Que Pena Me Das", "Recuerdos, Tristeza y Soledad", "Así Como Te Conocí", "La Venia Bendita", "Si Te Pudiera Mentir", "O Me Voy o Te Vas", "Tu Amor o Tu Desprecio", "Más Que Tu Amigo", "Ojalá")

- Gloria Estefan ("Si Voy a Perderte", Mi Tierra", "Con Los Años Que Me Quedan", "Mi Buen Amor", "Abriendo Puertas", "Más Allá", "No Pretendo", "En El Jardín", "Oye!", "No Me Dejes de Querer", "Como Me Duele Perderte", "Hoy", "Tu Fotografía", "No Llores")

10 singlova
- Ricky Martin ("Vuelve", "Perdido Sin Tí", "Livin' La Vida Loca", "Bella", "She Bangs", "Sólo Quiero Amarte", "Tal Vez", "Jaleo", "Y Todo Queda en Nada", "Tu Recuerdo")

9 singlova
- Shakira ("Ciega, Sordomuda", "Tú", "Suerte", "Que Me Quedes Tú", "La Tortura", "Hips Don't Lie", "Te Lo Agradezco, Pero No", "Loba", "Loca")

- Chayanne ("Fuiste un Trozo de Hielo en la Escarcha", "Completamente Enamorados", "El Centro de Mi Corazón", "Dejaría Todo", "Yo Te Amo", "Y Tú Te Vas", "Un Siglo Sin Tí", "Cuidarte el Alma", "Si Nos Quedara Poco Tiempo")

8 singlova
- Alejandro Fernández ("Si Tu Supieras", "En El Jardín", "No Sé Olvidar", "Yo Nací Para Amarte", "Loco", "Tantita Pena", "Me Dediqué a Perderte", "Se Me Va la Voz")

7 singlova
- Ana Gabriel ("Ay Amor", "Simplemente Amigos", "Quién Como Tú", "Es Demasiado Tarde", "Cosas del Amor", "Evidencias", "Luna")

- Juanes ("Fotografía", "Nada Valgo Sin Tu Amor", "Volverte a Ver", "La Camisa Negra", "Me Enamora", "Gotas de Agua Dulce", "Yerbatero")

- Selena ("Buenos Amigos", "Donde Quiera Que Estés", "Amor Prohíbido", "Bidi Bidi Bom Bom", "No Me Queda Más", "Fotos y Recuerdos", "Tú Sólo Tú")

- Juan Luis Guerra ("El Costo de la Vida", "Mi PC", "Palomita Blanca", "Bendita Tu Luz", "La Llave de Mi Corazón", "Bachata en Fukuoka", "Cuando Me Enamoro")

- Juan Gabriel ("Yo No Sé Qué Me Pasó", "Debo Hacerlo", "Pero Que Necesidad", "El Palo", "El Destino", "Te Sigo Amando", "Abrázame Muy Fuerte")

## Vanjske poveznice
- Službena stranica